# Masivul carstic Molocinobratskîi
Molocinobratskîi (în ucraineană Молочнобратський) este o rezervație de tip carstic de importanță națională din raionul Putila, regiunea Cernăuți (Ucraina), situată la vest de satul Sărata. Se află în imediata apropiere de frontiera româno-ucraineană.
Suprafața ariei protejate constituie 20 de hectare și a fost înființată în anul 1994 prin decizia consiliului regional. Statutul a fost acordat pentru conservarea unor valoroase formațiune geologice și carsto-speologice constituite de un masiv carstic cupolat în calcarele triasice, parte a lanțului muntos „Ciornîi Dil”. Tot aici se află, cea de-a doua mină naturală ca adâncime din Bucovina – „Molocini brattia” (adâncime 38 m, lungimea 56 m).
Rezervația face parte din Parcul Natural Național Ceremuș.